# Station Mørke
Station Mørke is een spoorweghalte in Mørke in de Deense gemeente Syddjurs. De halte ligt aan de lijn Aarhus - Grenaa. 